# Heslerodoides
Heslerodoides è un genere estinto di pesci cartilaginei appartenente agli Elasmobranchii, vissuto durante il Carbonifero superiore (Pennsylvaniano) tra il Bashkiriano e il Gzheliano. I suoi resti fossili sono stati rinvenuti nella regione di Mosca e nella Repubblica del Bashkortostan, in Russia, nonché in Brasile. L'unica specie nota è Heslerodoides triangularis.

## Descrizione
I denti di Heslerodoides sono di piccole dimensioni e presentano una corona a forma di ventaglio, composta da cinque a nove cuspidi incurvate. Le cuspidi principali variano da tre a cinque, accompagnate da due-quattro cuspidi intermedie e laterali. La cuspide centrale è quasi della stessa dimensione delle cuspidi laterali o intermedie, mentre le cuspidi laterali e intermedie divergono mesialmente e distalmente dal centro. Le cuspidi presentano creste dritte su entrambi i lati, che però non raggiungono l’apice. Sul lato laterale della cuspide è presente una lunga cresta al posto della carena laterale.
La base del dente è triangolare, con una parte centrale appuntita. Sono presenti uno o due bottoni apicali prominenti nella parte centrale, una piccola depressione labiale sotto la cuspide centrale e una proiezione ampia o uno-due piccoli tubercoli sul bordo labio-basale. La struttura dentale è caratterizzata da cuspidi in ortodentina con canali pulpari molto sottili, canali orizzontali principali e secondari con cavità a forma di lacuna, e un ampio canale longitudinale che collega i canali pulpari.

## Filogenesi e Classificazione
I denti di Heslerodoides mostrano una stretta somiglianza con quelli di Heslerodus, suggerendo variazioni morfologiche all'interno della loro dentatura. 
Data la sua somiglianza con Heslerodus, Heslerodoides può essere assegnato alla famiglia Heslerodidae all'interno dell'ordine Ctenacanthiformes, suggerendo una stretta relazione evolutiva tra questi taxa.